# ヒュンダイ・ギャロッパー
ギャロッパー (GALLOPER)は、現代精工（現:現代モービス）が製造、現代自動車が販売していたSUVである。

## 歴史

### ギャロッパー（1991年9月-1994年9月）
エンジンは2.5L自然吸気ディーゼルエンジン、トランスミッションは5速MT、ロングボディのみの設定で、2列シート5人乗り仕様のスタンダードと3列シート6人乗り仕様のエクシードの2種のグレードがラインナップされた。エクシードは、韓国産SUV初の3列シート車となる。
発売直後からある程度の人気を獲得し、KGモビリティ・コランド、コランドファミリー、亜細亜・ロックスターなどの競合車より多数販売された。

#### 年表
- 1988年から自社開発が進められたが、アメリカの消費者と好みが合わず、1991年9月25日に初代三菱・パジェロのライセンス生産車として発売。
- 1991年12月には、2500ccディーゼルターボエンジン、V型6気筒3000ccガソリンエンジンが追加され、選択の幅が広がった。
- 1992年3月には、ショートボディの「ギャロッパーS」を追加。
- 1992年8月には、サイクロンV型6気筒3.0LSOHCガソリンエンジンが追加され、1993年12月には、V型6気筒3.0LSOHCガソリンエンジンが追加されたが、販売は好調ではなかった。
- 1992年11月には、ガソリンエンジン搭載車に韓国産SUV初の4速ATを追加。
- 1993年5月には、キックアップルーフの9人乗り仕様を追加。このモデルは3列目が対面のベンチシートとなり、商用車扱いとなる。
- 1993年6月には、ターボディーゼルエンジン搭載車に4速ATを追加、12月には2500ccインタークーラーターボエンジンを追加。
- 1994年1月には、ギャロッパーSにバンを追加、3月にはインタークーラーターボエンジン搭載車に4速ATを追加。

### ニューギャロッパー（1994年9月〜1997年3月）
初のフェイスリフトモデル。

#### 年表
- 1994年9月22日にヘッドライトを丸目2灯から角目2灯に変更され、サイドフラッシャーもクリアに変更されるなど、外装デザインが変更された「ニューギャロッパー」が発売。2人乗り仕様のバンから9人乗り仕様まで約20種類をラインナップした。同年12月には、累計生産台数10万台を突破。

### ギャロッパーII（1997年3月〜2004年1月）
このモデルは海外へ輸出も行われたが、ドイツ等の一部地域では現代自動車ブランドではなくギャロッパーブランドとして三菱自動車のディーラー網で販売されていた（エンブレム類も馬をモチーフにした専用のものを装着していた）。

#### 年表
- 1997年3月6日にヘッドライトとフェンダーに曲線を加えたギャロッパーIIが発売。異形ヘッドライトの採用などにより2代目三菱・パジェロ風の外装となった。 V型6気筒3.0LSOHCLPGエンジンが追加され、稀な四輪駆動のLPG自動車となる。また、V型6気筒3.0LSOHC LPGエンジンを搭載した5ドアバンもあった。
- 1998年9月14日には、ショートボディであるギャロッパーIISのデザインを改良したギャロッパーIIイノベーションが発売。スポーツモデルで、同時期に日本で販売された三菱・パジェロエボリューションを強く意識したと思われるモデルで、大型スポイラー、ワイドフェンダー、ブラックアウトヘッドライト等で差別化はされているが、機械面ではハイパワーエンジン搭載等の大きな変更はない。 ボディタイプは5人乗りのワゴンのほか2人乗りのバンを設定、インタークーラーターボエンジンのほかに通常のターボディーゼルの設定もあった。
- 2000年には、現代精工自動車事業部が現代自動車へ吸収されたことより、現代自動車ブランドへ移行。同年5月22日に発売された2001年型は、現代自動車のエンブレムを装着し、V型6気筒3.0LSOHCガソリンエンジンが廃止されるなどの変更があった。
- 2001年2月に発売されたテラカンは、ギャロッパーIIの後継車種として発売される予定であったが、計画が変更され上級車種として発売されたため、ギャロッパーIIはその後も生産が継続された。
- 2004年1月には、安全性と排出ガス規制などにより、テラカンに統合される形で生産終了になった。

## 車名の由来
「ギャロッパー」は、「競走馬が全速力で疾走する」という意味を持つ英語の「gallop」の名詞形である。